# Гайполаксо (Флорида)
Гайполаксо (англ. Hypoluxo) — місто (англ. town) в США, в окрузі Палм-Біч штату Флорида. Населення — 2687 осіб (2020).

## Географія
Гайполаксо розташоване за координатами 26°33′48″ пн. ш. 80°3′5″ зх. д. / 26.56333° пн. ш. 80.05139° зх. д. (26.563381, -80.051382).  За даними Бюро перепису населення США в 2010 році місто мало площу 2,10 км², з яких 1,60 км² — суходіл та 0,50 км² — водойми.

## Демографія
Згідно з переписом 2010 року, у місті мешкало 2588 осіб у 1410 домогосподарствах у складі 689 родин. Густота населення становила 1231 особа/км².  Було 2208 помешкань (1050/км²).
Расовий склад населення:
| - 87,9 % — білих - 7,0 % — чорних або афроамериканців - 1,7 % — азіатів - 1,2 % — осіб інших рас |

До двох чи більше рас належало 2,2 %. Частка іспаномовних становила 6,8 % від усіх жителів.
За віковим діапазоном населення розподілялося таким чином: 12,3 % — особи молодші 18 років, 64,4 % — особи у віці 18—64 років, 23,3 % — особи у віці 65 років та старші. Медіана віку мешканця становила 49,2 року. На 100 осіб жіночої статі у місті припадало 86,2 чоловіків;  на 100 жінок у віці від 18 років та старших — 84,8 чоловіків також старших 18 років.
Середній дохід на одне домашнє господарство  становив 88 812 долари США (медіана — 61 522), а середній дохід на одну сім'ю — 105 924 долари (медіана — 70 536). Медіана доходів становила 56 941 долар для чоловіків та 41 179 доларів для жінок. За межею бідності перебувало 5,3 % осіб, у тому числі 10,1 % дітей у віці до 18 років та 6,8 % осіб у віці 65 років та старших.
Цивільне працевлаштоване населення становило 1461 особа. Основні галузі зайнятості: освіта, охорона здоров'я та соціальна допомога — 32,4 %, науковці, спеціалісти, менеджери — 17,5 %, мистецтво, розваги та відпочинок — 11,8 %, роздрібна торгівля — 9,0 %.